# 美國駐以色列大使館
美國駐以色列大使館（英語：Embassy of the United States, Jerusalem）是美利坚合众国派驻以色列的外交代表機構，其馆址原设于特拉维夫的舊館（後改為美國駐以色列大使館特拉維夫分館），2018年5月遷至耶路撒冷，當时正值以色列国建国70周年。

## 迁館影响
巴勒斯坦官员警告说，这可能会导致“低烈度的战争”和暴力抗议活动。新馆启用当天加沙地区发生了血腥的抗議事件，当天共有61名巴勒斯坦人丧生，2,700人受伤。
德克薩斯大學達拉斯分校大屠殺研究学教授大衛·帕特森认为，这一动作会开启一个先例，促使其他部分国家也将自己的驻以色列大使馆迁往耶路撒冷。

### 国际反应
- 法國

法国欧洲与外交部部长让-伊夫·勒德里昂在聲明中說：“這一決定違反了國際法，特別是安理會和聯合國大會的決議。”
- 土耳其

2018年5月15日，土耳其總統埃尔多安表示，历史不会原谅以色列和美国以把使馆迁到耶路撒冷的方式挑衅伊斯兰世界。同日土耳其外交部抗议以色列在5月14日在加沙地带打死将近60名巴勒斯坦示威者，随后土耳其和以色列互相驱逐大使和领事，并且土耳其机场人员对被驱逐回国的以色列大使进行搜身，并让媒体全程直播。以色列指责此举为故意羞辱，随后用同样的方式报复了暂且留在以色列的土耳其代表。